# 卡缅涅茨-波多利斯基

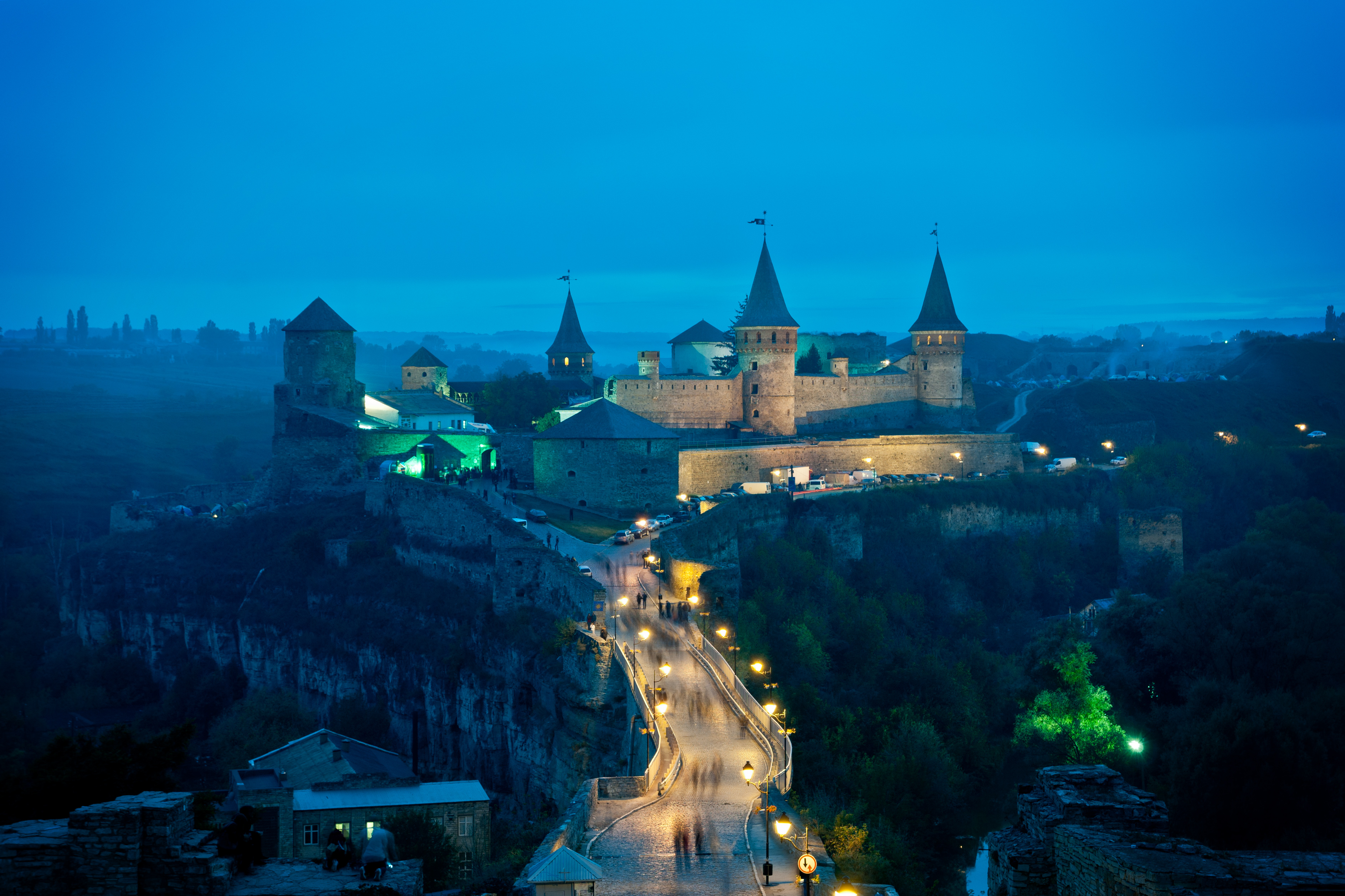
卡緬涅茨-波多利斯基城堡

卡缅涅茨-波多利斯基（羅馬化：Kamianets-Podilskyi，發音：[kɐmjɐˈnɛtsʲ poˈd⁽ʲ⁾ilʲsʲkɪj] ⓘ）是乌克兰赫梅利尼茨基州卡缅涅茨-波多利斯基区卡缅涅茨-波多利斯基市镇内的城市，为同名区及同名市镇的行政中心。2021年人口约10万。